# Spiderwoman Theater
Spiderwoman Theater è la più antica compagnia di teatro di donne indigene americane che fonde forme d'arte tradizionali con il teatro occidentale. 
Spiderwoman Theater è stato uno dei primi gruppi teatrali femministi nati dal movimento femminista negli anni settanta del Novecento con l'intento di mettere in discussione i ruoli di genere, gli stereotipi culturali e l'oppressione sessuale ed economica. Fondata nel 1976 dalle sorelle Muriel Miguel, Gloria Miguel e Lisa Mayo, è stata la prima compagnia teatrale femminile nativa americana, il cui nome deriva dalla divinità Spiderwoman della mitologia Hopi.

## Storia

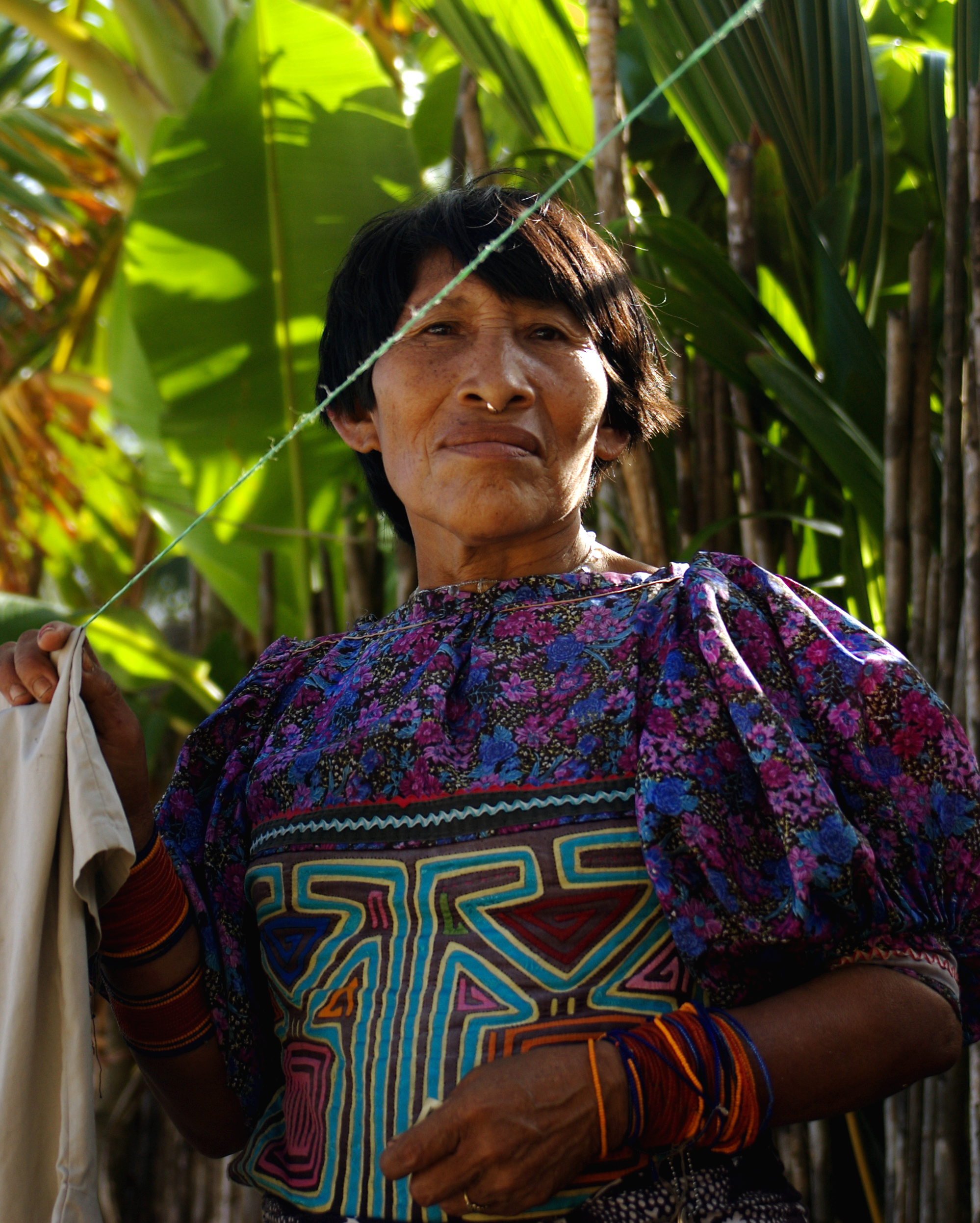
Una donna Kuna nelle isole San Blas di Panama

Spiderwoman Theatre è stato fondato nel 1976 dalle sorelle Muriel, di origini Kuna e Rappahannock, nate e cresciute a Brooklyn come la madre e la nonna materna. Durante la loro infanzia e adolescenza il padre, un indiano Kuna, nato nelle isole San Blas vicino a Panama, manteneva la famiglia organizzando balli e spettacoli folklorici a cui prendevano parte attiva tutti i familiari. Una delle sorelle ha dichiarato di ricordare con imbarazzo quelle esibizioni, ritenendole "spettacoli di cliché".
Ognuna di loro successivamente ha seguito una carriera professionaleː Muriel Miguel come coreografa, attrice e drammaturga, fu tra i fondatori del Native American Theater Ensemble a La MaMa, dell'Open Theater di Joseph Chaikin, e negli anni settanta, con le due sorelle, dello Spiderwoman Theater. 
Gloria Miguel ha studiato recitazione all'Oberlin College, ha lavorato a lungo in televisione e teatro con Spiderwoman e ha svolto attività di insegnante di recitazione presso il distretto orientale della YMCA a Brooklyn. 
La terza sorella, Lisa Mayo, scomparsa nel 2013, studiò danza e musica, formandosi come mezzosoprano alla New York School of Music; scrisse e recitò in oltre venti opere teatrali prodotte da The Spiderwoman Theater, partecipando a tournée in Nuova Zelanda, Europa, Australia, Cina, Stati Uniti e Canada. Produsse due esibizioni come solista, The Pause That Refreshes e My Sister Ate Dirt e dal 1998 al 2007 fece parte del Consiglio di Amministrazione di The American Indian Community House.

### Scissione
Nel 1981 all'interno di Spiderwoman Theater si produsse una scissione, con la fuoriuscita di una parte delle componenti, fra cui la performer Lois Weaver, Peggy Shaw e Deb Margolin che fondarono il gruppo lesbico Split Bratches. Spiderwoman Theater continuò a esistere con il gruppo originario delle tre sorelle e dopo la scissione spostò la sua attenzione sui problemi dei nativi americani, di cui un esempio fu la commedia Sun, Moon and Feather.

## Attività
Il nome della compagnia, Spiderwoman, deriva da una divinità Hopi, dea della creazione e della tessitura, e fa riferimento alla tecnica di lavoro usata dal gruppo, basata su un 'intreccio di storie', fatte di parole e di movimenti, una "tessitura" ordita intorno a temi relativi al genere e all'etnia delle donne.

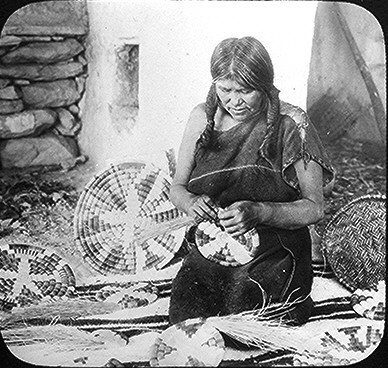
Donna hopi tessitrice di cesti, 1900 circa

Il primo lavoro, Women in Violence, venne messo in scena in anteprima alla Washington Square Methodist Church, e poi proposto in diverse città degli Stati Uniti e dell'Europa. Lo spettacolo combinava le storie di violenza vissute dalle attrici, contrastando argomenti seri con farsa e umorismo sessuale, prendendo di mira "un noto leader rivoluzionario nel movimento degli indiani d'America degli anni '70 che non vedeva alcuna discrepanza tra la sua lotta per i diritti dei nativi e la sua stessa brutalità nei confronti delle donne". La scenografia prevedeva un semplice progetto di illuminazione e uno sfondo composto di trapunte dei nativi americani. 
Il pezzo si concentrava su storie spirituali e includeva il racconto degli amici d'infanzia di Miguel della storia di Spiderwoman, in cui una dea Hopi insegna alle persone come tessere. 
In un teatro a Nancy, in Francia, prima dello spettacolo, le componenti del gruppo si sono rifiutate di usare le scope loro assegnate per pulire lo spazio del teatro; alcune persone si sono risentite per il loro diniego che avrebbe obbligato a svolgere quella mansione a un maschio e si sono radunate per protesta durante lo spettacolo, ma il pubblico ha difeso il gruppo di artiste. Gli organizzatori di una successiva esibizione a Bologna hanno cancellato le date per paura di disordini.
Nella seconda opera teatrale, The Lysistrata Numbah!, portata in scena nel 1977, la storia di Lisistrata di Aristofane viene fusa con le storie delle componenti del gruppo.
Winnetou's Snake Oil Show di Spiderwoman Theater da Wigwam City è una satira del fascino con cui gli europei e in particolare i tedeschi guardano ai nativi americani, una parodia dei personaggi dello scrittore tedesco Karl May, del New Age e di coloro che fingono di essere nativi americani; lo spettacolo, che include un falso seminario di sciamani in cui i bianchi partecipanti, dietro compenso economico, vengono trasformati in indiani per un fine settimana, vuole rappresentare una forma di resistenza e di rivendicazione dell'identità di nativi della compagnia teatrale.. 

## Opere
Delle tante commedie di Spiderwoman Theater, le seguenti sono state pubblicate in antologie:
- Sun, Moon, and Feather,  in Contemporary Plays by Women of Color: An Anthology, Kathy A. Perkins e Roberta Uno (a cura di), London, Routledge, 1996
- Power Pipes, in Seventh Generation: An Anthology of Native American Plays, Mimi D'Aponte (a cura di), New York, Theater Communications Group, 1998
- Winnetou's snake oil show from Wigwam City, in Playwrights of Color, Meg Swanson e Robin Murray (a cura di), Yarmouth, Intercultural Press, 1999
- Sun, Moon, and Feather, in Stories of Our Way: An Anthology of American Indian Plays, Jaye T. Darby e Hanay Geiogamah (a cura di), UCLA American Indian Studies Center, 2000
- Reverb-ber-ber-rations, in Staging Coyote's Dream: An Anthology of First Nation Drama in inglese, Monique Mojica e Ric Knowles (a cura di), Playwrights Canada Press, 2002
- Winnetou's Snake Oil Show from Wigwam City, in Keepers of the Morning Star: An Anthology of Native Women's Theater, Jaye T. Darby e Stephanie Fitzgerald (a cura di), UCLA American Indian Studies Center: gennaio 2003).
- Winnetous Snake Oil Show from Wigwam City, in Footpaths & Bridges: Voices from the Native American Women Playwrights Archive. Shirley A. Huston Findley e Rebecca Howard (a cura di), University of Michigan Press, 2009
- Trail of the Otter, in Staging Coyote's Dream: An Anthology of First Nation Drama in English, Volume 2,. Monique Mojica e Ric Knowles (a cura di), Playwrights Canada Press, 2009
- Hot 'n' Soft, in Two Spirit Acts: Queer Indigenous Performances, Jean O'Hara (a cura di), Playwrights Canada Press, 2014

Altre opere includono:
- Persistence of Memory, un'opera teatrale sugli aspetti curativi del racconto di storie, sugli stereotipi che circondano le espressioni indigene e le sfide che gli artisti indigeni devono affrontare [14]
- Women in Violence, 1977
- Lysistrata Numbah!, 1977
- La trilogia: My Sister Ate Dirt, Jealousy e Friday Night, 1978
- Cabaret: An Evening of Disgusting Songs and Pukey Images, 1979
- Oh, What a Life, 1980
- The Fittin' Room, 1980
- Material Witness, 2016
- Fear of Oatmeal, 2018[15]

I testi di Women In Violence (1976) e Lysistrata Numbah! (1977) sono stati incluse nella mostra WACK! Art and Feminist Revolution Exhibition, organizzata da Cornelia Butler e presentata al Museum of Contemporary Art di Los Angeles, il 4 marzo-16 luglio 2007.
La fondatrice di Spiderwoman Muriel Miguel è stata protagonista di un breve documentario del Theater Communications Group in una serie sulle compagnie teatrali di persone di colore.
Il Native American Women Playwrights Archive (NAWPA), realizzato nel 1997, comprende documenti promozionali e personali associati a Spiderwoman Theater e una raccolta di manoscritti e oggetti correlati alle donne native americane in teatro.